# أرماندو غون
أرماندوغان (بالإسبانية: Armando Gun) (17 يناير 1986 ببنما في بنما - ) هو لاعب كرة قدم بنمي في مركز الدفاع. شارك مع منتخب بنما لكرة القدم. أما مع النوادي، فقد لعب مع أمريكا دي كالي ونادي ألاجولينسي وChepo F.C. ‏ وبلازا أمادور وSan Francisco F.C. ‏ وClub Deportivo Universitario ‏ وC.A. Independiente de La Chorrera ‏ وسبورتينغ سان ميغيليتو وRío Abajo F.C. ‏.

## وصلات خارجية
- أرماندو غون على موقع الاتحاد الدولي (مؤرشف)  (الإنجليزية)
- أرماندو غون على موقع قاعدة بيانات كرة القدم.إي يو (الإنجليزية)
- أرماندو غون على موقع ناشيونال فوتبول تيمز (الإنجليزية)
- أرماندو غون على موقع Soccerway.com (الإنجليزية)